# Aplocera cotangens
Aplocera cotangens là một loài bướm đêm trong họ Geometridae.